# GPS-synchronisierter Oszillator

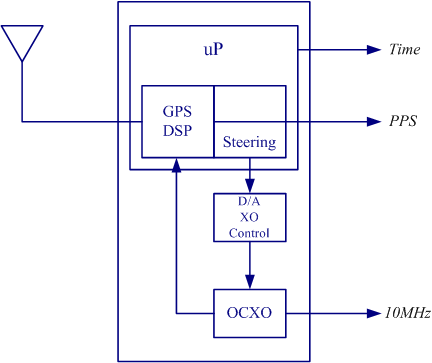
Funktionsschema eines GPSDO

Ein GPS-synchronisierter Oszillator (englisch GPS disciplined oscillator, GPSDO) ist eine Quarzoszillator-Schaltung, deren Frequenz mit den Signalen von GNSS-Systemen geregelt wird, wodurch sich eine um Größenordnungen höhere Stabilität und Genauigkeit ergibt.
Das Prinzip besteht darin, einen Quarzoszillator (TCXO), der ansonsten frei schwingen und driften würde, mittels geringer Temperaturänderungen in seiner Frequenz zu beeinflussen und ihn so mit einer Atomuhr zu synchronisieren. Die erreichbare langfristige Genauigkeit liegt im Bereich von ±1 × 10−11. Mit einem Quarzofen (OCXO) oder dem Einsatz eines Rubidium-Oszillators kann die Stabilität und Genauigkeit noch weiter erhöht werden.
Mit diesem Verfahren kontrollierte Quarzoszillatoren finden Anwendung als Frequenz- und Zeitnormal.
Aufgrund der geringen zeitlichen Informationsdichte der GPS-Signale und der benötigten Datenmenge für die zeitliche Glättung der Zeitinformationswerte benötigen derartige Schaltungen oft mehrere Minuten, bis sie ausreichend genau eingeschwungen sind. Dies gilt mithin auch für die eventuell eingesetzten Heizelemente.